# Regner Leuhusen
Regner Niels Carlsson Leuhusen, född 22 december 1900 i Livgardet till häst församling, Stockholms stad, död 10 mars 1994 i Båstads församling, Kristianstads län, var en svensk friherre och militär. Han var sonson till Carl Herman Leuhusen.

## Biografi
Leuhusen blev fänrik i Svea livgarde 1921, underlöjtnant vid regementet 1923 och löjtnant där 1926. Han befordrades till kapten vid generalstaben 1935, vid Norrbottens regemente 1939, till major vid Krigsskolan 1941, i generalstabskåren 1942, till överstelöjtnant 1944, vid Jönköpings-Kalmar regemente 1945, och till överste vid Svea livgarde 1947. Leuhusen var chef för Infanteriets skjutskola 1946–1951, chef för Värmlands regemente 1951–1953 samt överste i generalstabskåren och sektionschef vid arméstaben 1953–1957. Han befordrades till generalmajor 1957 och till generallöjtnant 1966. Leuhusen var militärbefälhavare i VII. militärområdet 1957–1959 och i V. militärområdet 1959–1966. Han invaldes som ledamot av Krigsvetenskapsakademien 1943. Leuhusen blev riddare av Svärdsorden 1942, av Vasaorden 1945 och av Nordstjärneorden 1950 samt kommendör av andra klassen av Svärdsorden 1951, kommendör av första klassen 1954 och kommendör med stora korset 1964. Han vilar på Båstads nya begravningsplats.